# Petra Bauer
Petra Paulina Bauer, född 29 september 1970, är konstnär, filmare och forskare, bosatt i Sverige.

## Biografi
Petra Bauer studerade på Stockholms universitet 1991-95 och tog examen på  Konsthögskolan i Malmö 2003. Hon har också studerat filmvetenskap på Stockholms universitet 2007 och 2010 och disputerade 2016 med avhandlingen “Sisters! Making Films, Doing Politics,” vid Konstfack i Stockholm. Professor i fri konst med inriktning rörlig bild vid Kungliga Konsthögskolan sedan 2016. 
Hon utsågs av Venedigbiennalens kurator år 2015 Okwui Enwezor som en av tre konstnärer från Sverige delta i biennalens huvudutställning All the world's futures.
Bauers konstnärskap utforskar politiska, kulturella och sociala traditioner, och hennes forskning handlar om film som politisk praktik.

## Filmografi (i urval)
- 1999 – Till en pappa (kortfilm)
- 2007 – Rana (kortfilm)
- 2007 – Resistance (kortfilm)
- 2011 – Sisters!
- 2012 – En ömsesidig sak
- 2019 – Workers! (kortfilm)
- 2024 – Femton noll tre nittonde januari två tusen sexton